# 知乎

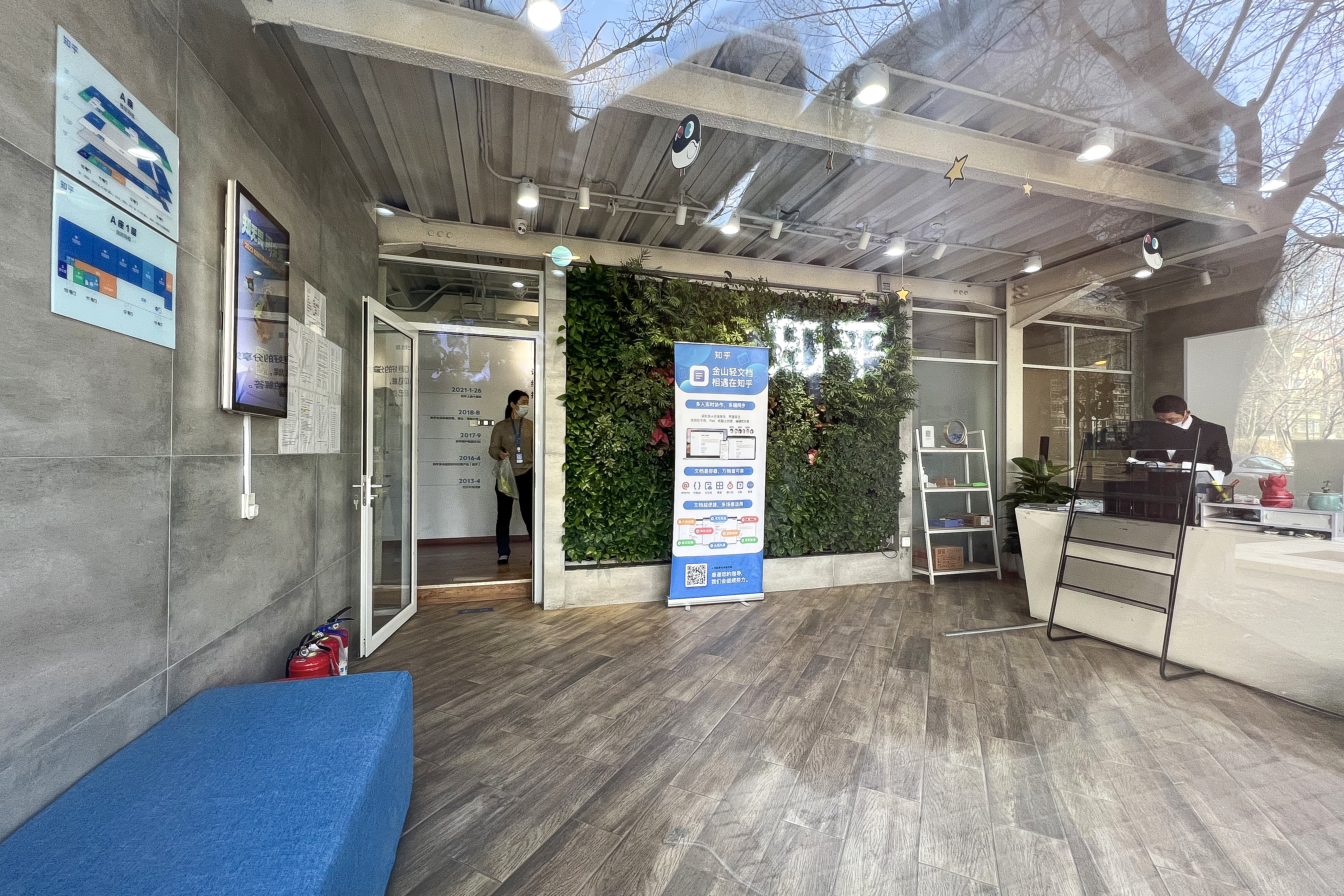
知乎总部

知乎（：ZH、港交所：2390）是一家中國大陸的问答网站，创立于2011年1月26日，产品形态与美国在线问答网站Quora类似。“知乎”在文言文中意为“知道吗”。2012年2月底，知乎使用“发现更大的世界”作为其宣传口号。截至2017年9月20日，知乎注册用户数超1亿，日活跃用户量达2600万，人均日访问时长1小时，月浏览量180亿。截至2016年5月，知乎累计产生了1000万个提问、3400万个回答和3500万个赞同。2021年至紐交所上市，在挖掘優質創作會員與投入自有內容的同時，隨著多樣性的社群文化增加，知乎越來越類似於reddit等同好討論區。
知乎由北京智者天下科技有限公司（法律性質為有限責任公司）所持有，其法律代表人是李大海。智者天下亦開發了包括Android、iOS平台的手機「知乎客戶端」、「知乎群组」、「知乎日報」與「公益壹點通」四款手機應用程式。

## 大事记

### 初期（2010年）
从2010年8月初开始，知乎便开始对网站进行策划，直到2010年12月末开始进行小范围的内测。

### 2011年
1月26日，知乎上线运营。3月28日，创新工场董事长李开复透露创新工场已经投资知乎。启明创投也投资了知乎。4月6日，知乎上线私信功能。5月15日，知乎推出“发现”功能，动态展示24小时内被赞同最多的答案和用户。7月19日，知乎推出与新浪微博绑定功能，用户可以通过微博私信、电郵邀请好友回答问题。。还上线了黑名单、话题广场、对回答进行排序和筛选等功能。9月2日和9月28日，知乎推出iPhone版客户端。29日，收藏夹功能上线。12月22日，知乎推出了对话题所属内容体系划分的“领域”功能。

### 2012年
2月22日，知乎加入了图片功能，回答者可以在编辑栏上传本地图片或引用外链图片。2月24日，知乎推出试验版的“知乎阅读”功能，用户无需登录即可浏览知乎精选的部分高质量回答。4月2日，知乎对个人主页进行了大规模的改版。

### 2013年
3月，知乎取消了之前以邀请码注册的方式，开放了用户注册。5月，“知乎日报”上线。7月18日，內容創作產品「知乎專欄」上線。12月12日，知乎舉辦「知乎吉祥物創作大賽」 。

### 2014年
4月2日，知乎將北極狐「劉看山」作為官方吉祥物  。在該月，知乎暫時限制了部分用户的話題編輯權限。用户在有五个以上获得五票赞同的回答之後，才允許編輯知乎話題。 4月14日，知乎「盐」系列书首次发售。每一本「盐」系列书的初稿，都来自作者过去几年中，在知乎上发表的回答和专栏文章。文章条目选定后，作者们针对电子阅读的特殊场景，对初稿进行修订与增补，再由知乎幫助校对、编辑、设计，最终成书。 6月，知乎获得新一轮融资，由赛富亚洲基金领投，此轮融资达到2千万美元。

### 2015年
1月7日，「社区服务中心」上线。1月16日，知乎的服务器遭到大規模的DDoS攻擊。6月，知乎的一位拥有5万粉丝的大V账号“童瑶”利用知乎平台发帖提问回答，骗取捐款15万元。11月，知乎获得腾讯、搜狗 5500 万美元 C 轮投资。於此同時，知乎开始与搜狗合作提升搜索功能。

### 2016年

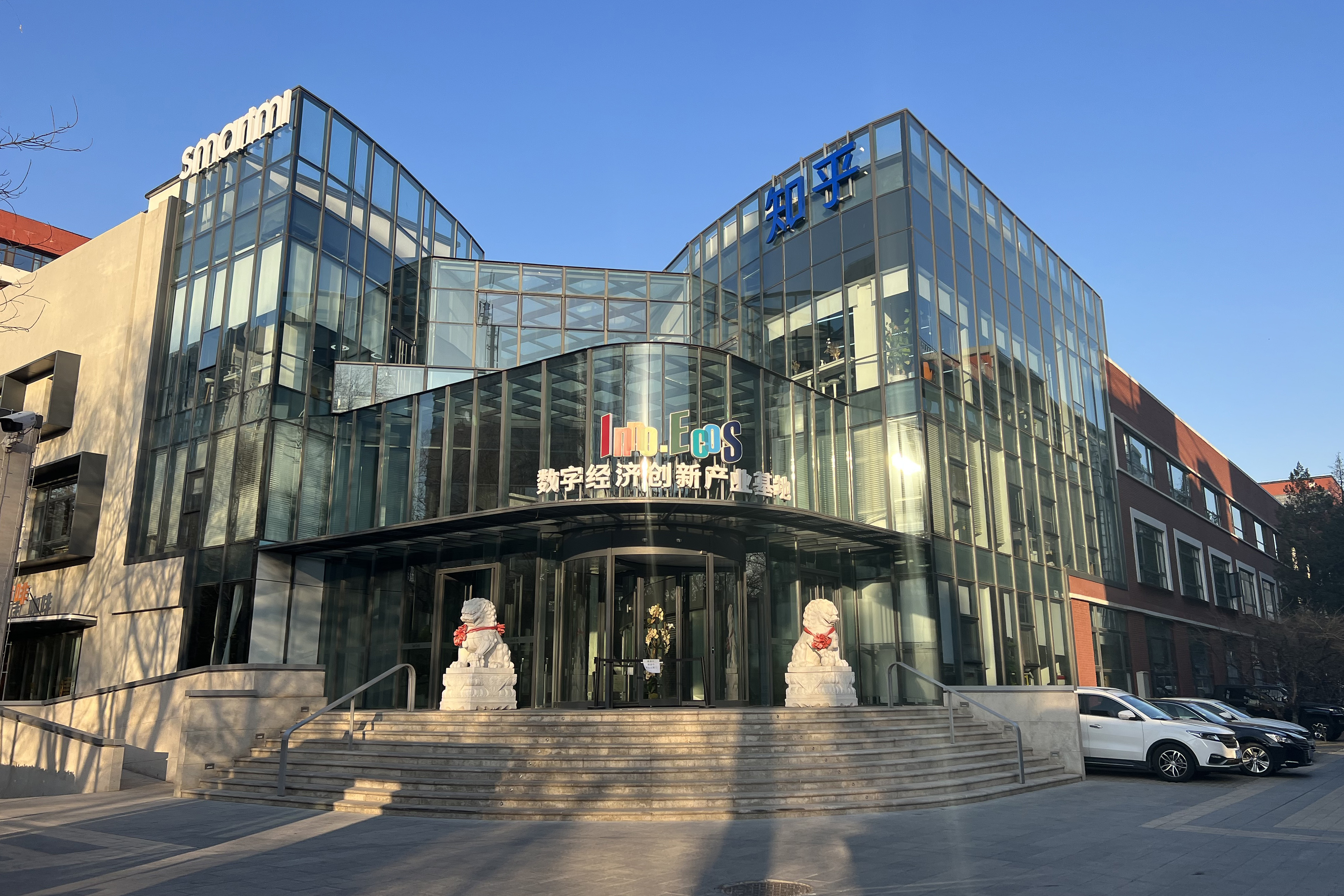
知乎学清路18号办公区

1月4日，知乎与微信合作，正式上线“微信公众号侵权投诉产品”，未来将对长期抄袭用户原创内容的微博营销账号提起诉讼。1月15日，有知乎用户举报用户名为“童瑶”的知名知乎用户涉嫌在知乎上利用捐助的名义骗取他人钱财。“童瑶”于1月26日在安徽省自首。1月25日，知乎首档视频节目《职人介绍所》开播。4月1日，知乎推出新產品「值乎」。5月14日，推出新的产品“ 知乎 Live ”。11月18日，知乎全站啟用HTTPS。

### 2017年
1月12日，知乎宣布完成D轮1亿美元融资，投资方为今日资本，包括腾讯、搜狗、赛富、启明、创新工场等在内的原有董事股东跟投。8月22日，经联网协会党委批准，中共北京智者天下科技有限公司（知乎）支部委员会正式成立，并于召开第一次党员大会。8月24日，在新版本 App 上，知乎上线了“想法”功能。
摩拜单车创始人胡玮炜称知乎用户以爆料和提出“你如何评价摩拜、ofo高管们集体贪腐的问题”等侵权网帖的形式发布造谣内容，对个人名誉及摩拜的商誉均造成了惨重的、难以挽回的损害，将知乎告上法院,要求被告停止侵权并索赔10万元。

### 2018年
3月2日，北京网信办对外公布通知，知乎平台因管理不严，传播违法违规信息，根据相关法律法规，要求各应用商店下架知乎App七天。 苹果的中国区App Store中可以搜索到知乎App但无法下载，在中国各安卓应用商店，则无法找到知乎App。知乎发布公告表示，正扩大整治“违法有害信息”。同时，一些高关注度的用户则被禁言、乃至封号，而且知乎官方没有给出明确公告说明处罚原因。但普遍认为导火索是在此之前，中共两会期间有网友询问“客车司机连续疲劳驾驶不换班，作为乘客应该怎么做？”的提问，被指影射习近平修宪，通过国家主席可以连任多于两届。
3月18日，知乎CEO周源、咪蒙等52名网络人士出席统战部理论研讨班。52名来自全国各地网络大咖齐聚北京，作为中央统战部第二期网络人士理论研讨班的一员开始了为期一周的学习生活。
6月起，知乎以“违反法律法规”为由删除了部分与LGBT有关的内容，几乎所有与跨性别者有关的内容被删除，不少跨性别者的账号也被封禁。
8月8日，知乎创始人及CEO周源宣布，知乎完成2.7亿美元E轮融资。11月12日至14日，国家网信办删除近万个自媒体帐号，知乎知名大V马前卒、yolfilm和常凯申账号被停用，主页无法访问。12月11日，网传知乎进行大规模裁员，知乎辟谣。

### 2019年
8月13日，知乎完成F轮融资，总额4.34亿美元。这是知乎迄今为止最大的一轮融资，也是近两年来中文互联网文化和娱乐领域金额最大的融资之一。华兴资本(01911)担任本轮交易的独家财务顾问。

### 2021年
3月26日在纽约证券交易所挂牌上市。
8月4日，知乎关闭部分话题功能。
12月20日，北京市网信办在国家网信办指导下依法约谈处罚知乎。知乎负责人表示，将深刻吸取教训，严格落实各项整改要求，在整改期间自行暂停相关功能。北京市网信办有关负责人表示，网站平台应当切实履行主体责任，健全网络信息安全管理制度，不得为违法违规信息提供传播平台。评论功能暂时无法使用，并引发大量用户出走。

### 2022年
4月21日，知乎开始显示用户IP属地。
4月22日，知乎在香港联合交易所挂牌上市。

### 2023年
7月，知乎匿名功能下线。

## 团队与文化

### 知乎团队
知乎团队成员在创立初期只有十多人，周源和其同事李申申是知乎的联合创始人，分别担任知乎的CEO和CTO；原创新工场的投资经理黄继新担任知乎的COO；原网易微博产品经理黄海均担任知乎的产品经理；成远和胡维则负责知乎的产品运营。
随着知乎的发展，知乎用戶被稱為知友，知乎团队人数也逐渐增多。
2017年8月22日，知乎党支部成立。知乎党支部书记由总编辑于洋洋担任。他在2017年首都互联网协会党委年终工作会上透露，知乎有一个“内容安全委员会”，是根据中央及北京网信办的工作要求，由党支部牵头而成立的，目的是为了坚守“内容安全”这个“底线和红线”。

### 知乎文化
知乎在建立初期邀请了大量互联网界的知名人士，如愿建立起了良好的基础氛围。知乎在运营的过程中，也通过「赞同、反对、没有帮助」等本身的投票功能，以及外部输出的知乎阅读、知乎日报等方式鼓励用户共享高质量的内容。

### 知乎体
知乎中出现大量有一定特征的提问标题，如“如何评价/看待XXX”、“XXX是怎样的体验/怎样一番体验”等。此外，回答中的“谢邀”（感谢其他网友邀请回答问题）、“以上”（用于结尾表示回答完毕）等也是知乎体的特征之一。

## 产品运作

### 邀请制度
在网站建立的初期，用户无法直接注册知乎帐号，而必须有知乎邀请才能注册进入。注册用户邀请的获得与其在知乎社区的活跃度（提问和回答数、答案质量等）有关，而与注册时间没有关系。同时邀请码可以通过知乎在一些社交网站的活动，或直接提交“加入知乎申请”获得。为了维护知乎社区的信息质量，知乎的邀请制度持续过一段时间。2013年3月已开放注册。

### 运作方式
知乎的注册用户可以面向社群提出问题，也可以向指定的用户提出问题。每个用户在首页都可以看到自己所关注用户所回答、关注、赞同的问题，也可以看到所关注话题的更新。用户还可以邀请至多六名用户来回答某个问题。为了让用户及时获取自己感兴趣的内容，知乎员工会收集一些用户感兴趣的高质量回答，通过“每周精选”或“知乎阅读”的方式推送给用户。同时其领域功能能让用户系统地发现所感兴趣领域的优质问答。
提出问题的用户一般被称为“题主”，回答问题的用户则为“答主”，和百度贴吧中的楼主、层主类似。
和百度贴吧等中文社区类似，在知乎上用户们互相之间形成了特定的称谓。
- 题主：提出问题的用户；通常用在问题评论、问题回答、回答下的评论当中。
- 答主：回答问题的用户；通常用在问题下的评论当中。

## 评价

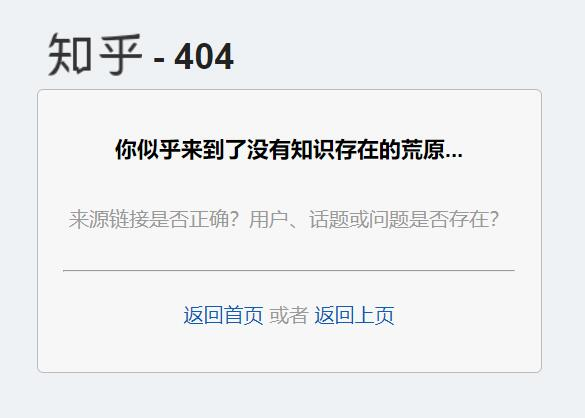
知乎404的页面

### 正面评价
《經濟學人》2016年文章認為在中國網絡審查的環境下，知乎曾出人意料地成為了政治討論的發起點。儘管知乎並不提供新聞報道，但有時知乎也會掀起風波，成为焦点。例如魏则西事件、豫章书院事件；发佈在知乎上的問題有時候能夠推動事情的發展，如雷洋事件等。知乎的算法會傾向於專家給出的答案，專家也會經常互相校正、評論，增加了網站的可信度。

### 负面评价

#### 內容娛樂化
知乎用户和问答的质量随注册开放下降严重，从问答水平和热点看，知乎有相当多知识匮乏，价值观、世界观、人生观扭曲，不具备基本的科学素养，带有明显非理性反智主义的用户。随着知乎在社會上網站規模的增大，過去以時事批判著稱的知乎，反而充斥了各种不严肃的、无价值的百度知道式风格的问答、商品推廣、身材與兩性感情、段子或梗，因此被部分网民戏称为“逼乎”或“编乎”，知乎標語也被戲稱為「编乎，分享你剛编的故事。」在中美貿易戰後，在嚴肅的社會科學與技術回答方面，各种时政、经济类问题，很多时候低质量的、无根据的、意識形態的、违背常识與规律的臆測，极强的政治主观色彩、哗众取宠的情绪化答案，甚至被推崇上排行榜造成中文輿論的影響力。另外随着知乎开放注册用户量的增加，知乎社区的问答质量也有严重下降的趋势；相关功能也没有跟上社区的成长，回答出現明显的百度贴吧化和新浪微博化风格。

#### 禁言及刪文
知乎由於平台性質，容易討論到敏感問題，还存在中国大陆互联网普遍存在的政治自我审查和社区删答案、删评论、禁言、折叠问题的過度反應，对于某些问题的答案、评论或个人动态知乎会及时予以删除并将账号禁言处理，时间从1天，7天，15天到永久禁言不等。若提问、回答或評論中包含關於中國近代及現代的敏感的政治内容，将有很大几率被以“不宜公开讨论的政治内容”为由删除，多次违反将被永久封号，部分答案会被“瓦力识别”自动折叠，因此某些网民也将知乎超高頻率禁言，戏称为“禁乎”，有時候還不知道原因就被封號，例如2019年12月23日，有網友詢問：「細頸瓶怎麼洗」（本意是提問實驗用具的使用），但由於「細頸瓶」音近「习近平」，被知乎以「違反網際網路相關法律規範」而刪除，此事知乎反而給自己埋坑，主動引發了網民對知乎政治傾向的疑竇。還有封禁自己的官方號、推薦號，甚至於屏蔽中共附屬組織等。中国共青团中央发表的一篇回答就曾因“政治敏感”被知乎建议修改。
知乎對於親內地內容也不手軟，在反對逃犯條例修訂草案運動期间，知乎由于在多个与该事件相关的问题讨论中大量删除拥护中国政府的言论而受到用户指责，令入关学的创立者“山高县”（已被永久封禁）在内的许多用户认为知乎此平台拥护港独。

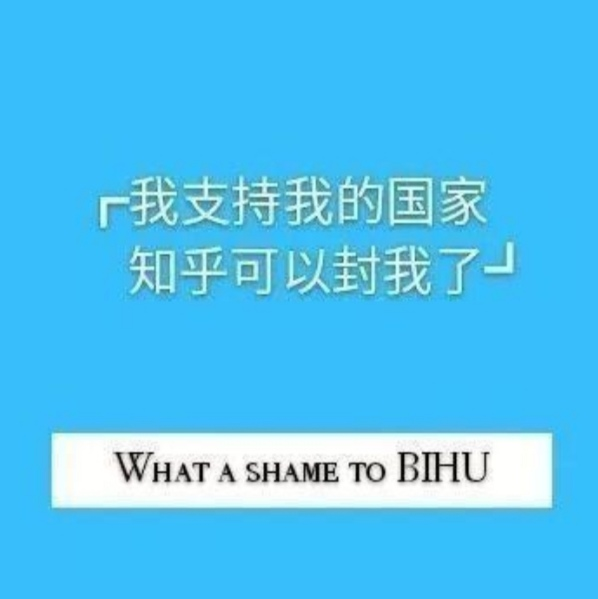
抗议用头像示例，类似付国豪遇袭事件。

写有“认真你就封了”字样以及「我支持我的国家，知乎可以封我了」的蓝底头像被大量使用，以抗议该平台作为中国公司，但相当模糊的政治立场。2018年11月19日，知乎百科正式上线。但12月初，華為251事件發生後，知乎突然刪除了熱度和回答量頗高的相關問題，「知乎小管家」在想法評論中，爆料自稱受到華為律師函警告。隨後網友接連不斷提問，卻被知乎連刪7次以上，知乎這一舉動招致網友廣泛批評。拼多多23岁女员工猝死事件後，也曾將拼多多知乎账号禁言15天，一度永久封禁。

#### 盜用問題
有用户认为知乎早期的知识产权协议近似霸王条款：
之后知乎承诺对版权协议进行修改。2011年5月18日，知乎更新了版权协议，默认采用知识共享的署名-非商业使用-禁止演绎（BY-NC-ND）协议，并允许用户为自己的回答自由选择知识共享协议。有的用户通过在知乎的回答获得了转载文章的杂志社的报酬。
2013年3月，知乎更新了其版权协议，用户可以对自己的回答设置为“禁止转载”。除非获得作者的授权并通知知乎，第三方不得转载标注了“禁止转载”的内容，这明确了知乎上原创回答的著作权问题。然而这同时移除了自选许可证的功能，使得用户无法“按许可证有条件地允许转载”。

#### 錯誤訊息
2016年，曾有人冒充“知乎女神”，建立了名为“童谣”的知乎账号，签名为“喜欢清晨的阳光啊”，后以生病为由并诈骗数百名用户15万元。
成都49中發生學生墜亡事件後，有一匿名帳號在社群網站知乎上自稱是死者同學父親，宣稱學校萬姓的化學老師為了孩子出國名額將死者推下去。隨後該回答被另一用戶“縊首屍”複製轉發（但並未說明是轉發）。5月12日，共青團中央微博和《揚子晚報》等媒體引用“縊首屍”的言論，並根據其2020年在知乎發佈的一則回答（此回答中，“縊首屍”自稱時年21歲），將這一言論定性為造謠。49中、教育部門和警方則稱相關消息不實，已排除刑事案件。同時經查證，萬麗霞為成都49中語文老師，曾是2018級學生的教導主任，其女兒與死者不同届，且前兩年並沒有出國名額，網傳萬麗霞為化學老師和出國名額之事並不屬實。5月13日下午用戶“縊首屍”向泉州網警自首。此事件也讓知乎收穫了“謠乎”的稱號。

#### 知乎月饼腹泻事件
知乎於2021年中秋節前訂製月餅，贈送給論壇中「平台官方認證帳戶」作為應景賀禮，部分使用者收到賀禮並食用後出現腹瀉症狀。 2021年9月9日「知乎月餅吃了拉肚子」的話題成為微博熱門搜索。
知乎官方得知此狀況後召回所有月餅，並向使用者致歉。知乎表示出廠產品皆經過生產方和獨立第三方機構檢測，符合食品行業相關質量標準。而造成食用後腹瀉的原因是該批月餅選擇廠家提供的低糖配方，以麥芽糖醇、赤蘚糖醇、山梨糖醇等糖醇取代蔗糖作為甜味劑，但忽略部分人對於麥芽糖醇的耐受度較低。

## 吉祥物
刘看山，知乎全职吉祥物。正式公开亮相是在2014年4月1日，他在知乎以一篇《你好，我叫刘看山》的小文章向大家介绍了自己。是一只北极狐。刘看山也曾因“违反知乎社区管理条例”而被禁言。截止2023年7月，刘看山在知乎上有约1200万位关注者。

## 主题曲
2021年1月，王源演唱的知乎主题曲《答案》发布。